# Lijst van gemeenten in Bolu
Onderstaande lijst bevat alle gemeenten (2000) in de Turkse provincie Bolu.
| District  | Gemeente  |
| --------- | --------- |
| Bolu      | Bolu      |
| Bolu      | Karacasu  |
| Dörtdivan | Dörtdivan |
| Gerede    | Gerede    |
| Göynük    | Göynük    |
| Kıbrıscık | Kıbrıscık |
| Mengen    | Gökçesu   |
| Mengen    | Mengen    |
| Mengen    | Pazarköy  |
| Mudurnu   | Mudurnu   |
| Mudurnu   | Taşkesti  |
| Seben     | Seben     |
| Yeniçağa  | Yeniçağa  |